# ファーストフライト (西城秀樹のアルバム)
『ファーストフライト』（First Flight）は、西城秀樹の10枚目のオリジナル・アルバム。1978年12月20日にRCAから発売された。

## 解説
- 西城自身の作曲による6作品を含むオリジナル・アルバムである。
- オリジナル・アルバムとしては初めてシングル曲を含まない構成となった。

## 収録曲
| 全編曲: 大谷和夫。 |                          |              |          |
| #                  | タイトル                 | 作詞         | 作曲     |
| A1.                | 「Sweet Half Moon」      | 小林和子     | 西城秀樹 |
| A2.                | 「その愛は」             | 宮下康仁     | 西城秀樹 |
| A3.                | 「おぼえているかい」     | かぜ耕士     | 芳野藤丸 |
| A4.                | 「ドライ・マティーニ」   | 小林和子     | 西城秀樹 |
| A5.                | 「Je T'aime」            | 小林和子     | 西城秀樹 |
| B1.                | 「Love is Beautiful」    | 宮下康仁     | 芳野藤丸 |
| B2.                | 「海辺のまぼろし」       | 三浦徳子     | 西城秀樹 |
| B3.                | 「愛のバラード」         | たきのえいじ | 芳野藤丸 |
| B4.                | 「東京スカイ・ラウンジ」 | 小林和子     | 芳野藤丸 |
| B5.                | 「バリエーション」       | たきのえいじ | 芳野藤丸 |
| B6.                | 「If You Love Me」       | 三浦徳子     | 西城秀樹 |

## 復刻盤
- 1994年12月16日発売のCD『HIDEKI SAIJO EXCITING AGE'72 - '79』（11枚組）の中の1枚（9枚目）
- 2021年9月17日発売のGOH HOTODAによるデジタルリマスタリング盤（Blu-spec CD2、紙ジャケット仕様）